# Tony Bettenhausen
Melvin E. »Tony« Bettenhausen, ameriški dirkač Formule 1, * 12. september 1916, Tinley Park, Illinois, ZDA, † 12. maj 1961, Indianapolis, Indiana, ZDA.

## Življenjepis
Bettenhausen je pokojni ameriški dirkač, ki je med letoma 1946 in 1960 sodeloval na ameriški dirki Indianapolis 500, ki je med letoma 1950 in 1960 štela tudi za prvenstvo Formule 1. Najboljši rezultat je dosegel na dirki leta 1955, ko je zasedel drugo mesto skupaj s Paulom Russem, do točk pa je prišel še v letih 1958 in 1959, ko bil četrti. Leta 1961 se je smrtno ponesrečil na testiranjih na dirkališču Indianapolis.